# Jérémie Makiese
Jérémie Makiese, né le 15 juin 2000 à Anvers, est un chanteur belge, il se fait connaître lors de l'émission The Voice Belgique 2021, qu'il remporte. Il représente la Belgique au Concours Eurovision de la Chanson 2022.

## Biographie

### Enfance et éducation
Né à Anvers de parents congolais, Jérémie Makiese est bilingue français et néerlandais. 

### Carrière sportive
À treize ans, il est inscrit dans le club de football basé à Anderlecht, BX Brussels, le même club que Vincent Kompany. Il évolue aussi à l'Académie Jeunesse Molenbeek,.
Il signe un contrat d'un an à la rentrée 2021, en tant que gardien de but avec le Royal Excelsior Virton en Division 1B,,.

### Participation àThe Voice
Jérémie Makiese participe en 2020 et 2021 à la neuvième saison de The Voice Belgique. Après avoir interprété Jealous de Labrinth, il choisit d'intégrer l'équipe de Beverly Jo Scott lorsque les quatre coachs — Henri PFR, Beverly Jo Scott, Typh Barrow et Loïc Nottet — le sélectionnent dans le but d'intégrer leur équipe. Lors de son deuxième passage dans le télé-crochet, il remporte le duel face à son opposant.
Il interprète des titres de Gregory Porter et de Michael Jackson lors de la finale. Tout comme Sonita Ojong, il rejoint Julien Doré pour partager la chanson Nous. Après seize semaines, il remporte le concours à 20 ans avec 53 % des votes. En termes d'audiences, cette neuvième saison est très satisfaite auprès des jeunes avec une moyenne de 29 % de part de marché sur les 15-34 ans, ce qui n'est plus arrivé depuis la deuxième saison. L'émission est la plus regardée sur les chaînes francophones durant quinze semaines.

### Carrière musicale

#### Concours Eurovision de la chanson 2022
Il déclare en juin 2021 qu'il serait honoré de représenter son pays à l'Eurovision dans une interview au quotidien régional La Meuse,,.
Le 15 septembre 2021, La RTBF annonce que le chanteur habitant Uccle est choisi pour représenter la Belgique au concours,. Il est de ce fait le premier candidat officialisé pour l'édition 2022,,.
Le groupe italien Måneskin ayant gagné l'Eurovision 2021, l'édition 2022 du concours se tient en Italie en mai. La ville n'est pas désignée lorsque le choix de la Belgique se porte sur Jérémie Makiese. Il est ensuite rendu public que cette édition aura lieu à Turin.
Lors du concours, il interprète la chanson Miss You. Après une 8e place dans les demi-finales. Il finit 19e du concours lors de la finale.